# Kari Eloranta
Kari Eloranta (* 29. února 1956, Lahti) je bývalý finský hokejový obránce. Finsko reprezentoval 3× na Zimních olympijských hrách (1980, 1988 a 1992 a 4× na Mistrovství světa (1979, 1981, 1986 a 1989). Je držitelem stříbrné olympijské medaile ze Zimních olympijský her 1988 v Calgary.
V NHL odehrál za týmy Calgary Flames a St. Louis Blues celkem 267 zápasů v základní části, ve kterých vstřelil 13 gólů a zaznamenal 103 asistencí. V play-off odehrál 26 zápasů, ve kterých vstřelil 1 gól a zaznamenal 7 asistencí.
Po skončení aktivní činnosti působí jako hokejový trenér.